# Stevan Pletikosić
Stevan Pletikosić (serbisch-kyrillisch Стеван Плетикосић; * 14. März 1972 in Kragujevac) ist ein serbischer Sportschütze. 
Pletikosić kam 1982 das erste Mal mit dem Sportschießen in Berührung. Er gewann bei den Olympischen Sommerspielen 1992 im Kleinkaliber liegend eine Bronzemedaille. Vier Jahre später bei den Olympischen Sommerspielen 1996 in Atlanta startete er für Serbien und Montenegro und erreichte den 35. Platz. Bei den Olympischen Sommerspielen 2008 in Peking startete er schließlich für Serbien und erreichte mit seinen 36 Jahren noch einmal den siebten Platz mit dem Luftgewehr und mit dem Kleinkaliber die Plätze zehn und elf.